# Mastrafjordtunnel
Der Mastrafjordtunnel ist ein Verkehrstunnel in Norwegen. Der einröhrige Straßentunnel liegt unter dem Mastrafjord zwischen Askje auf Mosterøy und Håvastein auf Rennesøy in der Kommune Stavanger in der Provinz (Fylke) Rogaland.
Der Unterseetunnel ist 4424 Meter lang. Der tiefste Punkt liegt etwa 133 Meter unter der Meeresoberfläche. Das Maximum der Steigung bzw. des Gefälles beträgt 8 Prozent.
Mit der Eröffnung des Tunnels 1992 wurde die Fährverbindung über den Boknafjord verkürzt. Zusammen mit dem Byfjordtunnel gilt der Mastrafjordtunnel als wichtige Verbindung auf der Europastraße 39, die Stavanger mit den nördlicheren Regionen Norwegens verbindet.